# کوکوی دم‌دراز اقیانوسی
کوکوی دم‌دراز اقیانوسی (نام علمی: Urodynamis taitensis) نام یک گونه از تیره کوکو است.